# Loče, Štefan na Zilji
Loče (nemško Latschach) je naselje občine Štefan na Zilji v okraju Šmohor na Koroškem v Avstriji.